# The Country Girl (film 1915 Easton)
The Country Girl è un cortometraggio muto del 1915 diretto da Clem Easton.

## Produzione
Il film fu prodotto dall'Independent Moving Pictures Co. of America (IMP).

## Distribuzione
Distribuito dall'Universal Film Manufacturing Company, il film uscì nelle sale cinematografiche USA il 17 agosto 1915.